# ブルーノ・ウヴィニ・ボルトランサ
ブルーノ・ウヴィニ・ボルトランサ（Bruno Uvini Bortolança、1991年6月3日 - ）は、ブラジル・サンパウロ州カピヴァーリ出身のサッカー選手。元ブラジル代表。ポジションはディフェンダー。イタリアのパスポートを所持する。

## 経歴

### クラブ
2005年にブラジルのPAECのユースチームでキャリアをスタートさせ、2007年にサンパウロFCのユースチームに移籍し、2010年にトップチーム昇格を果たした。9月29日、グレミオFBPA戦でプロデビューした。
2012年2月14日、イングランドのトッテナム・ホットスパーFCにレンタル移籍した。この移籍には370万ユーロでの買い取りオプションがついていたが、トッテナムでは公式戦出場がないまま、シーズン終了後にブラジルに戻ることになった。
2012年8月、イタリアのSSCナポリと5年契約を結んだ。2013年1月、ACシエーナにレンタル移籍した。
2014年3月30日、サントスFCへレンタル移籍。2015-16シーズンはエールディヴィジのFCトゥウェンテでプレーした。
2016年8月9日、サウジ・プロフェッショナルリーグのアル・ナスルに完全移籍することが発表された。
2021年、J1リーグのFC東京へ完全移籍で加入したが、リーグ戦2試合の出場にとどまった。翌2022年もFC東京との契約を継続したが、新監督のアルベル・プッチ・オルトネダからは構想外となり選手登録もされなかった。その後は国内外クラブへの移籍を模索したものの合意に至らず、最終的には両者合意の元、同年8月29日にFC東京との契約解除が発表された。その後12月7日に、ブラジルのグレミオFBPAが2023シーズンにおけるウヴィニとの契約締結を発表した。

### 代表
U-20ブラジル代表のキャプテンとして、2011 南米ユース選手権、さらに2011 FIFA U-20ワールドカップに出場し、それぞれチームの優勝に貢献した。
2012年5月にはデンマーク代表との親善試合でフル代表デビュー。同年7月～8月には、U-23代表としてロンドン五輪に出場し、ブラジルの銀メダルメンバーとなった。

## 所属クラブ
- サンパウロFC 2010-2012

→トッテナム・ホットスパーFC 2012 (loan)
- SSCナポリ 2012-2016

→ACシエーナ 2013 (loan)
→サントスFC 2014 (loan)
→FCトゥウェンテ 2015-2016 (loan)
- アル・ナスル 2016-2019
- アル・ワクラSC2019-2020
- アル・イテハド 2020
- FC東京 2021-2022.8 ※2022年は選手登録外

## 個人成績
| 国内大会個人成績 | 国内大会個人成績 | 国内大会個人成績 | 国内大会個人成績 | 国内大会個人成績 | 国内大会個人成績 | 国内大会個人成績 | 国内大会個人成績 | 国内大会個人成績 | 国内大会個人成績 | 国内大会個人成績 | 国内大会個人成績 |
| 年度             | クラブ           | 背番号           | リーグ           | リーグ戦         | リーグ戦         | リーグ杯         | リーグ杯         | オープン杯       | オープン杯       | 期間通算         | 期間通算         |
| 年度             | クラブ           | 背番号           | リーグ           | 出場             | 得点             | 出場             | 得点             | 出場             | 得点             | 出場             | 得点             |
| 日本             | 日本             | 日本             | 日本             | リーグ戦         | リーグ戦         | リーグ杯         | リーグ杯         | 天皇杯           | 天皇杯           | 期間通算         | 期間通算         |
| ---------------- | ---------------- | ---------------- | ---------------- | ---------------- | ---------------- | ---------------- | ---------------- | ---------------- | ---------------- | ---------------- | ---------------- |
| 2021             | FC東京           | 5                | J1               | 2                | 0                | 5                | 1                |                  |                  |                  |                  |
| 通算             | 日本             | 日本             | J1               | 2                | 0                | 5                | 1                |                  |                  |                  |                  |
| 総通算           | 総通算           | 総通算           | 総通算           | 2                | 0                | 5                | 1                |                  |                  |                  |                  |

## 代表歴

### 試合数
- 国際Aマッチ 3試合 0得点（2012年）[9]

| ブラジル代表 | 国際Aマッチ | 国際Aマッチ |
| 年           | 出場        | 得点        |
| ------------ | ----------- | ----------- |
| 2012         | 3           | 0           |
| 通算         | 3           | 0           |

## タイトル

### 代表
U-20ブラジル代表
- 南米ユース選手権 : 2011
- FIFA U-20ワールドカップ : 2011